# ألكسندر كوزلوف
ألكسندر كوزلوف (الروسية: Козлов, Александр Сергеевич) (19 مارس 1993 موسكو روسيا - 15 يوليو 2022) هو لاعب كرة قدم روسي يلعب كمهاجم.

## وصلات خارجية
- ألكسندر كوزلوف على موقع قاعدة بيانات كرة القدم.إي يو (الإنجليزية)
- ألكسندر كوزلوف على موقع Soccerway.com (الإنجليزية)
- ألكسندر كوزلوف على موقع عالم كرة القدم.نت (الإنجليزية)
- ألكسندر كوزلوف على موقع AS.com (الإسبانية)